# Martin Kukučka (režisér)
Martin Kukučka (* 1. ledna 1979 Martin) je český divadelní režisér a jeden ze dvou zakladatelů režijního tandemu SKUTR, jehož členem je Lukáš Trpišovský (* 22. 7. 1979).

## Počátky spolupráce pod názvem SKUTR
Již při studiích dostali možnost angažmá v Divadle Archa, kde vznikly úspěšné projekty.

## Zahraniční působení
Jejich představení byla uváděna například na Slovensku, v Srbsku, Polsku, Litvě, Itálii, Německu, Rumunsku, Číně nebo v Jižní Koreji v rámci festivalových slavností.

## Divadlo v Dlouhé
Od divadelní sezóny 2016–2017 jsou s Lukášem Trpišovským pod názvem SKUTR uměleckými šéfy známé pražské divadelní scény Divadla v Dlouhé. Na této scéně uvádějí k roku 2020 tři inscenace, a to: Sonety, Dopisy Olze a Sen v červeném domě.